# Ludwig Immanuel Magnus
Ludwig Immanuel Magnus (15 de marzo de 1790 - 25 de septiembre de 1861) fue un matemático judío alemán. En 1831 publicó un artículo sobre la inversión, que condujo a geometría inversiva.

## Semblanza
Magnus perdió a su padre a una edad temprana. Era primo del químico y físico Heinrich Magnus. Su formación estuvo orientada a trabajar como comerciante. Por lo tanto, asistió a la escuela de negocios de Berlín antes de encontrar trabajo en el negocio bancario de su tío. A pesar de las grandes exigencias de su trabajo, se dedicó al estudio de la obra de Euclides. En 1813 se unió voluntariamente al ejército durante las guerras napoleónicas y rápidamente Breslavia fue ascendido a especialista en el suministro de municiones. Después de 1815 volvió a trabajar en un banco de Berlín, pero al mismo tiempo pudo continuar sus estudios matemáticos, bajo la dirección de Samuel Ferdinand Lubbe, al tiempo que comenzó a trabajar como profesor de matemáticas en 1816. Primero como trabajo a tiempo parcial, y luego a partir de 1826 como profesor de pleno derecho, enseñó en el instituto de enseñanza de Ludwig Cauer en Berlín y en Charlottenburg hasta 1834.
Pero después de la muerte de Cauer en 1834, Magnus no pudo encontrar ningún otro empleo en la enseñanza, y regresó al negocio bancario. Se convirtió en director de caja de la recién fundada Berliner Kassenverein. Durante este tiempo suspendió en gran medida su trabajo científico. Se jubiló en 1843.
Su trabajo apareció publicado en los Annales de Gergonne dirigidos por Joseph Diaz Gergonne (volúmenes XI y XVI); en la Revista de Crelle (volúmenes V, VII, VIII y IX, entre 1830 y 1832); en la tercera parte del "Sammlung Geometrischer Aufgaben" de Meier Hirsch (1833); y en el "Sammlung von Aufgaben und Lehrsätzen aus der Analytischen Geometrie des Raumes" (publicado en 1837, aunque escrito anteriormente).

## Reconocimientos
- Debido a su trabajo publicado en 1833, la Universidad de Bonn le otorgó un doctorado honoris causa.